# Ken Downing
Kenneth Henry Downing, detto Ken (Chesterton, 5 dicembre 1917 – Monte Carlo, 3 maggio 2004), è stato un pilota di Formula 1 britannico.

## Carriera
Nato da una famiglia benestante, Ken Downing cominciò la sua carriera a 21 anni, prendendo parte a una gara di rally. Costretto ad interrompere la sua carriera per lo scoppio della seconda guerra mondiale, riprese a correre nell'immediato dopoguerra e, alla fine degli anni quaranta, era ormai noto sulla scena nazionale e aveva conquistato diversi successi con vetture sport di Brooke Special e Connaught.
Nel 1952 passò alle monoposto, vincendo la Coppa Madgwick a Goodwood a bordo di una Connaught Tipo A. Prese inoltre parte a due Gran Premi di Formula 1, concludendo nono in Gran Bretagna, dopo essere stato a lungo quarto, e ritirandosi in Olanda. L'anno seguente comprò una Aston Martin DB3, ma dopo poco decise di ritirarsi dalle corse e dallo sport.
Si trasferì quindi prima in Sudafrica, poi a Monaco, dove morì nel 2004.

## Risultati in F1
| 1952 | Scuderia  | Vettura          |  |  |  |  |   |  |     |  | Punti | Pos. |
| ---- | --------- | ---------------- |  |  |  |  | - |  | --- |  | ----- | ---- |
| 1952 | Connaught | Connaught Tipo A |  |  |  |  | 9 |  | Rit |  | 0     |      |

| Legenda | 1º posto     | 2º posto | 3º posto    | A punti         | Senza punti/Non class.  | Grassetto – Pole position Corsivo – Giro più veloce |
| Legenda | Squalificato | Ritirato | Non partito | Non qualificato | Solo prove/Terzo pilota | Grassetto – Pole position Corsivo – Giro più veloce |